# 蒙孔图尔 (阿摩尔滨海省)
蒙孔图尔（法語：Moncontour，法語發音：[mɔ̃kɔ̃tuʁ]）是法国阿摩尔滨海省的一个市镇，位于该省中部偏东，属于圣布里厄区。

## 地理
蒙孔图尔（48°21'33"N, 2°37'59"W）面积0.48 平方千米，位于法国布列塔尼大區阿摩尔滨海省，该省份为法国西北部沿海省份，位于布列塔尼半岛北部，北濒大西洋英吉利海峡，西接菲尼斯泰尔省，南至莫尔比昂省，东临伊勒-维莱讷省。
与蒙孔图尔接壤的市镇（或旧市镇、城区）包括：埃农、普莱米、特雷达涅勒。

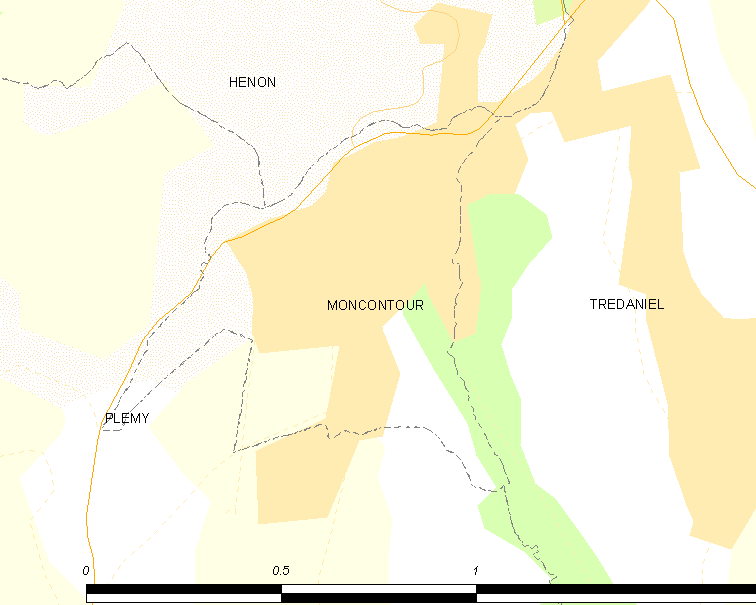
的OSM定位图

蒙孔图尔的时区为UTC+01:00、UTC+02:00（夏令时）。

## 行政
蒙孔图尔的邮政编码为22510，INSEE市镇编码为22153。

## 政治
蒙孔图尔所属的省级选区为普兰泰勒县。

## 人口

1962-2008年间人口变化图示

蒙孔图尔于2022年1月1日时的人口数量为742人。